# John Bryce
John Bryce (in Italien bekannt als Giovanni Breccia) († um 1380) war ein englischer Condottiere.

## Leben
Ende des 14. Jahrhunderts trafen in Mittel- und Norditalien die Expansionsbestrebungen der großen politischen Mächte aufeinander und der Bedarf an Berufssoldaten stieg stetig an. Nach dem Frieden von Brétigny suchten Ritter, die im Hundertjährigen Krieg in Frankreich gekämpft hatten, in Italien ein neues Betätigungsfeld. Die erste Erwähnung von John Bryce in Italien stammt aus dem Jahr 1364, als er in der Compagnia Bianca des Albert Sterz an der Seite Pisas kämpfte.
Nachdem er von den Florentinern bestochen worden war, verließ er die Pisaner und schloss sich den Truppen von Andrew Belmont und Hugh Mortimer de la Zouche an. Gemeinsam zogen sie in das Gebiet des Trasimenischen Sees und verwüsteten mehrere Orte in dessen Umgebung. Nach einer Konfrontation mit Hanneken von Baumgarten musste er mit Sterz in eine Burg in der Nähe des Trasimenischen Sees fliehen. Dort mussten sie kapitulieren und wurden von Perugia gezwungen, das Land zu verlassen.
Gegen Ende des Jahres schloss er mit anderen Condottiere einen Vertrag mit dem Kirchenstaat und der Königin von Neapel, in dem er sich verpflichtete, deren Gebiete fünf Jahre lang nicht zu bedrohen und gegen Baumgarten zu verteidigen.
1365 kehrte Hawkwood mit Sterz und Bryce nach Perugia zurück, wo sie bei San Marino erneut von Baumgarten geschlagen wurde. Andrew Belmont versprach danach, seine Truppen in den nächsten fünf Jahren nicht mehr auf perugianisches Gebiet zu führen. Als Garantie für diese Vereinbarung wurde Bryce zusammen mit de la Zouche und einem ungarischen Condottiere als Geisel genommen. Im folgenden Jahr wurde er zusammen mit den anderen Anführern aufgrund eines Abkommens zwischen Giovanni Acuto und der Stadt Perugia freigelassen.
Im Februar 1367 wurde Andrew Belmont beauftragt, Truppen für Perugia zu sammeln, während Bryce mit den anderen Hauptmännern als Geiseln in der Stadt festgehalten wurde. Belmont schloss sich stattdessen der „Kompanie des Heiligen Georg“ von Hawkwood und Ambrogio Visconti an, was zur Folge hatte, dass Bryce erneut gefangen genommen wurde.
1369 wurde er auf Druck der Gesandtschaft von Bernabò Visconti freigelassen und trat mit de la Zouche in den Dienst des Herrn von Mailand.
Ab 1372 diente er in der Kompanie von John Hawkwood. In den Jahren 1373 und 1374 wurde er von Hawkwood nach Frankreich zu Papst Gregor XI. gesandt, um den ausstehenden Sold einzufordern. Im April 1374 erhielt er ein Schreiben von Papst Gregor XI., in dem dieser ihn aufforderte, seine Feinde anzugreifen und ihre Ernten zu vernichten. Sowohl Hawkwood als auch Giovanni Tornaberini wurde der Besitz einiger Ländereien in den Marken versprochen.
Nachdem 1375 ein Waffenstillstand zwischen den Päpsten und den Visconti geschlossen worden war, begab sich John Bryce nach Ferrara, um mit Hawkwood in die Toskana zu ziehen und ihn in der vom Papst angestifteten Schlacht zu unterstützen. Bei dem Versuch, die Zitadelle von Perugia von der Belagerung zu befreien, wurde er von den Einwohnern gefangen genommen und nach einer Kapitulationsvereinbarung freigelassen.
1377 floh Bryce in die Gegend von Bologna, wo er bei einem Scharmützel mit Thomas Beaumont verwundet wurde. Nach seiner Genesung beteiligte er sich an der Plünderung von Faenza. Bei einem Streit mit englischen Soldaten über die Aufteilung der Beute wurde er schwer verwundet. Ende des Jahres wurde er in Rom unter dem Vorwand einer Lösegeldschuld inhaftiert. Nach seiner Freilassung floh er mit Cione della Foscola in das sienesische Gebiet, wo er bis zum Friedensschluss mit dem Papst blieb. Er starb um 1380 unter ungeklärten Umständen.